# メルコパワーデバイス
メルコパワーデバイス株式会社（英: MELCO POWER DEVICE CORPORATION）は、兵庫県丹波市に本社を置く三菱電機グループのパワーデバイス関連子会社である。

## 概要
- 2002年8月1日に井上電機株式会社と但馬電子工業株式会社が合併し、ITセミコンとして設立された。
- 2010年3月、ITマテリアルと合併[2]、同8年4月9日、井上電機の創業家から三菱電機に株の譲渡が行われ、同社の出資比率が19%から67%に引き上げられ、子会社化がなされた。これにより、三菱電機のパワー半導体製造部門を担うこととなった[3][4]。
- 2013年4月1日に三菱電機より生産技術部門の編入を受け、メルコパワーデバイス株式会社に社名を変更。

## 工場
- 本社工場（兵庫県丹波市）
- 福岡事業所（福岡県福岡市）(三菱電機パワーデバイス製作所内)
- 豊岡工場（兵庫県豊岡市）
- 市島工場（兵庫県丹波市）
- 島根工場（島根県益田市）
- 二丈工場（福岡県糸島市）（2012年12月28日 株式会社サンエーからパワーデバイス生産事業を譲渡）

## 労働問題
同社豊岡工場に2016年11月まで勤務していたメルコセミコンダクタエンジニアリングから出向の40歳代の男性社員が、精神疾患を発症して休職し、その後別の部署に復職したが、2017年12月に自殺。この男性には裁量労働制が適用されていたが、通常の労働時間に換算して月に100時間超の時間外労働をしていた模様である。男性の家族は過労による自殺であるとして労災を申請し、労働基準監督署から2019年10月に労災認定を受けた。